# Bill Folwell
William Sheldon „Bill“ Folwell (* 1. Mai 1939 in Rochester; † 2. Oktober 2019) war ein amerikanischer Rock- und Jazzmusiker (Kontrabass, E-Bass, Trompete).

## Leben und Wirken
Folwell trat in den späten 1950er Jahren mit lokalen Musikern um Pee Wee Ellis und Chuck Mangione, aber auch mit Jimmy Heath auf. Bis 1962 studierte er an der Manhattan School of Music, um dann von 1963 bis 1965 in der 79th Army Band (großteils in Panama) seinen Wehrdienst abzuleisten. In den frühen 1960er Jahren trat er (noch als Trompeter) im Trio von Carla Bley auf. Nach dem Wehrdienst arbeitete er im Uni Trio mit Perry Robinson und Tom Price, aber auch bei Ed Curran. Ab 1966 gehörte er zur Band von Albert Ayler und spielte mit ihm zunächst beim Newport Jazz Festival und in Europa, etwa bei den Berliner Jazztagen, dann aber weiter bis 1969 in unterschiedlichen Konstellationen und ist mit ihm auch an zahlreichen Aufnahmen beteiligt, etwa mit Henry Vestine, den er mit Ayler bekannt machte. Zunächst arbeitete er hier am Kontrabass mit auffällig intensivem Bogenspiel. Auf den von Bob Thiele produzierten Alben wechselte er zum E-Bass. 
Parallel dazu wirkte er ab 1967 als Trompeter und Vokalist in der Prog-Rock-Band Ars Nova und war an deren gleichnamigem Album beteiligt. Kurzfristig arbeitete er für John Lee Hooker; er ist auf dessen von Thiele produziertem Album Simply the Truth zu hören. Auch gehörte er zu  The Insect Trust (Hoboken Saturday Night, 1970). Dann nahm er mit Buddy Guy auf (Hold That Plane!).
1972 war er Gründungsmitglied der The Mystic Knights of the Oingo Boingo und gehörte als Billy Superball der Band bis 1980 an; er war auch als Gefangener in dem Spielfilm Loose Shoes (1980) zu erleben. Sein weiteres Leben verbrachte er als Lehrer im Pinellas County. Erst 2018 legte er als Bassist mit dem The Oddyssey Quartet, zu dem auch Saxophonist David Pate gehört, das Album Suite for the End of the World (mit deutlichen Anklängen an die Musik von Ayler) vor, dem 2019 das Album We Are All Branches of the Same Tree folgte.